# Arne Melchior
Pour les articles homonymes, voir Melchior.
Arne Melchior, né le 22 octobre 1924 à Frederiksberg (Danemark) et mort le 24 septembre 2016, est un homme politique danois, membre des Sociaux-démocrates puis membre-fondateur des Démocrates du centre à partir de 1973, ancien ministre et ancien député au Parlement (le Folketing).

## Biographie
De confession juive, Arne Melchior, entre 1975 et 1979, préside la Fédération sioniste du Danemark.